# Central undimotriz de Motrico
La central undimotriz de Motrico es una central generación de energía eléctrica mediante la utilización de energía generada por el movimiento de las olas del mar. Se ubica en la población guipuzcoana de Motrico en el País Vasco, España. Se inauguró el 8 de julio de 2011. Consta de 16 turbinas con una potencia total de 296 kW capaces de producir 970MWh al año. Es primera planta comercial de energía undimotriz a nivel mundial.
Esta planta está ubicada en el dique exterior de abrigo del puerto de Motrico y utiliza la tecnología denomina columna de agua oscilante (OWC, Oscilating Water Column) con la cual la corriente de aire que se produce cuando el nivel del agua en unas celdas cerradas asciende y desciende debido al movimiento de las olas mueven sendas turbinas.
El proyecto pertenece al Ente Vasco de la Energía, EVE y tuvo un coste de 6,7 millones de euros de los cuales el gobierno vasco aportó 2,7 siendo el coste de la central de 2,3 millones y el del dique en el que se ubica de 4,4 millones de euros. La instalación la realizó la empresa escocesa Wavegen que pertenece al grupo Voith cuya división Voith Siemens Hydro Power Generation ha desarrollado la tecnología mareomotriz OWC (columna de agua oscilante). Las turbinas fueron fabricadas en la planta que esta empresa tiene en la localidad guipuzcoana de Tolosa.

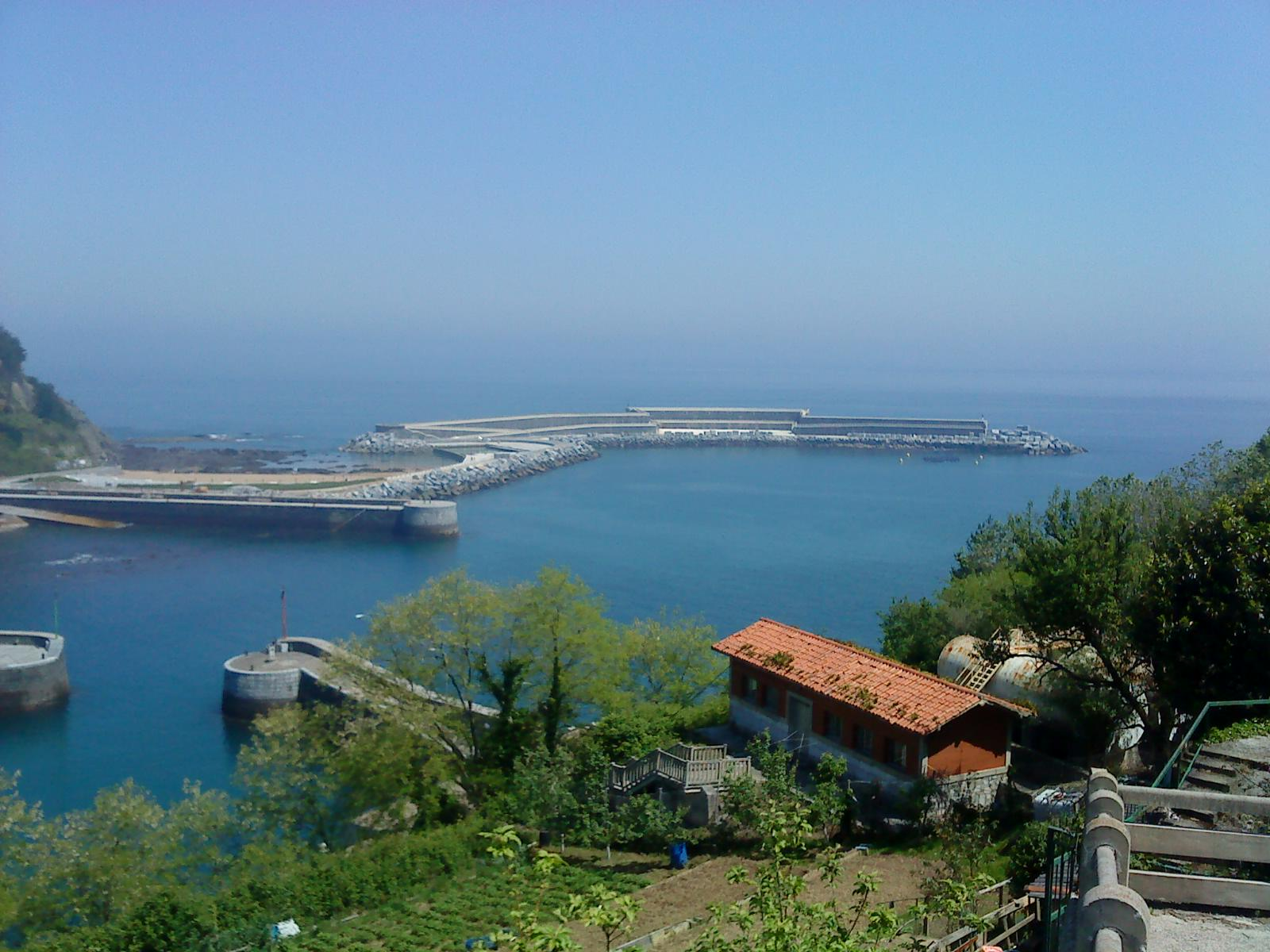
Vista del nuevo dique de abrigo que alberga la central undimotriz.

La planta aparece frecuentemente con la denominación de "central mareomotriz"  cuando en realidad se trata de una central undimotriz u olamotriz. La denominación de "mareomotriz" se ha extendido a todo los tipos de instalaciones que obtienen aprovechamiento energético del mar, cuando en realidad hace referencia al aprovechamiento de la energía generada por las mareas mientras que la undimotriz lo hace de la energía generada por las olas.

## Tecnología utilizada
En 1799 se inscribió en Francia la primera patente de un artilugio de aprovechamiento de la energía del movimiento de las olas para el accionamiento de maquinaria varia. Antes ya se aprovechaba el flujo de mareas para mover molinos, los llamados molinos de mareas. A principios del siglo XXI hay más de mil patentes para aprovechar la energía de las olas aunque solamente una veintena se han desarrollado en prototipos a escala real.
Las tecnologías de aprovechamiento de la energía de las olas se dividen, principalmente, en tres grandes grupos; dispositivos rebosantes, dispositivos oscilantes y dispositivos de columna de agua oscilante. Los dispositivos rebosantes almacenan que llega con las olas y la marea en un gran depósito y luego la turbinan. Los dispositivos oscilantes aprovechan el movimiento de las olas y su batir para mover verticalmente un dispositivo que mediante la presión de un fluido mueve la turbina. Los dispositivos de columna de agua oscilante aprovechan la variaciones de volumen generadas en un espacio cerrado para crear corrientes de aire que son las encargadas de mover la turbinas (es de resaltar el hecho de que al no ser directamente el agua del mar quien mueve las turbinas y al no tener contacto con el equipamiento hace que la vida de este sea mucho mayor).
En Motrico, la central se ubica en un dique de abrigo y debe plegarse a él y a su función principal, facilitar la entrada al puerto y la estabilidad dentro de la dársena. También es importante que las alteraciones necesarias para su instalación en el proyecto del dique sean las menores posibles.
Atendiendo a todo ello, la tecnología elegida para la planta fue la de "columna de agua oscilante", tecnología que en aquel tiempo tenía dos instalaciones prototipo en activo, una en la isla de Islay al suroeste de Escocia y otra en la isla de Pico en las Azores. En ambos casos las sensacionalista eran de una turbina situada horizontalmente y en ambos casos la empresa Wavegen tenía participación relevante en las mismas.

### Principio de funcionamiento
El principio de funcionamiento de la tecnología "columna de agua oscilante" es muy sencillo, se basa en la creación de corrientes de aire mediante el cambio de nivel del agua en una cámara debido al movimiento de las olas.
Cuando una ola llega a la cámara, el nivel de la lámina de agua de su interior asciende comprimiendo el aire que se expulsa por una pequeña apertura superior. Ese aire, que sale a gran velocidad, mueve la turbina que está acoplada al generador eléctrico. Cuando se retira la ola, la lámina de agua desciende en el interior de la cámara, lo que hace que se succione aire por la apertura superior, este aire mueve de nuevo la turbina. Las turbinas siempre giran en el mismo sentido, independientemente de la dirección del aire lo cual produce un movimiento continuo del generador.

## Características
El estudio sobre el clima marítimo de la zona reveló que los recursos energéticos variaban ostensiblemente a lo largo del tiempo. se distinguen dos períodos principales el de invierno (meses de octubre a marzo) y el de verano (meses de mayo a agosto) con un mes de tránsito entre ambos, abril y septiembre. También se determinó que la energía varía de forma diferente en el litoral dependiendo de la orientación de la costa y de su abrigo.
A profundidades indefinidas se obtiene un valor medio de 26 kW/m en una dirección de orientación N59W, variando a lo largo del año de la siguiente forma:
- Invierno: flujo medio de energía 44 kW/m.
- Verano: flujo medio de energía 9 kW/m.
- Transición: flujo medio de energía 19 kW/m.

En la costa de Motrico, donde se ubica el dique, al abrigo del cabo Machichaco los valores a 30 metros de profundidad son:
- Invierno: flujo medio de energía 18 kW/m.
- Verano: flujo medio de energía 4,8 kW/m.
- Transición: flujo medio de energía 8,8 kW/m.

Para determinar la ubicación de la planta generadora en el dique se estudiaron diferentes posibilidades teniendo en cuenta, como variable principal, la incidencia en la navegación que las reflexiones de las olas podrían provocar. Entre cuatro ubicaciones previstas (tres en el tronco del dique y una en el morro exterior del mismo) se optó por ubicar la planta en el tramo curvo del dique a una profundidad de 4 a 7 metros.
Se diseñaron las cámaras en cuanto su geometría, dimensiones de la apertura al mar, separación entre aperturas, relación entre apertura al mar y superior, altura de las cámaras, grosor de los muros, etc., y se experimentó en modelos a escala en tres dimensiones.
Se determinó la ubicación en 100 metros del tramo curvo del dique, donde se instalaron 16 cámara con sendos grupos turbogeneradores de 18,54 kW de potencia nominal c/u conformando una potencia total de 296 kW.
Las turbinas son de tipo Wells de 2,83 m de largo, 1,25 m de ancho y un peso de 1.200 kg. con los álabes simétricos que le permiten girar en el mismo sentido independientemente de la dirección de aire que los atraviesa. están formadas por dos rotores de cinco álabes unidos a los extremos del generador y llevan un volante de inercia para estabilizar la curva de potencia de salida. Están dispuesta de forma vertical sobre la tobera que se cierra con una válvula de mariposa de cierra por gravedad. Los equipos disponen de un sistema de limpieza por agua dulce para eliminar las incrustaciones salinas que se produzcan. También tienen atenuadores de ruido.
Los 16 turbogeneradores están dispuestos en dos grupos de control de 8 aparatos y para el control de la velocidad de cada turbina se tiene en cuenta la presión del aire en su cámara buscando siempre la optimización de la potencia de salida. La tensión de trabajo de los generadores es de 400V en corriente alterna de frecuencia variable (el rango de velocidad de trabajo y por lo tanto de frecuencias es muy amplio) que se rectifica y se vuelve a pasar a alterna en la frecuencia de red correcta de 50Hz en fase con la red. Para su inyección a la red de distribución eléctrica se eleva a una tensión de 13,2 kV.
La energía anual generada es de 600.000 kW h lo que evita una emisión de 600 toneladas de CO2. La empresa encargada de su diseño fue la escocesa Wavegen y el coste presupuestado fue de 1,7 millones de euros que se elevó finalmente a 2,7 millones de euros.
Estaba prevista la inauguración en el otoño de 2009 retrasándose la misma hasta junio de 2011. . Está dentro del plan de Estrategia Energética de Euskadi que pretende lograr que el 12% de la demanda energética esté cubierta por fuentes de energía renovables para comienzos de la segunda década del siglo XXI encuadrándose dentro del Protocolo de Kioto. Recibió financiación parcial del VII Programa Marco de la Comisión Europea bajo el denominado proyecto "Nereida MOWC".

## La obra civil
El puerto de Motrico está ubicado en una pequeña bahía natural formada entre los promontorios de Burumendi al noroeste y Punta Alkolea al este que la abrigan de los temporales. La utilización como puerto de este abrigo se ha realizado desde tiempos inmemoriales, teniendo constancia histórica que en siglo XIII, antes de la fundación de la villa de Motrico, los habitantes de estos lugares pagaban como tributo anual a la corona una ballena.
A finales del siglo XIX Evaristo de Churruca, originario de Motrico, diseña los muelles de cobijo del puerto. Aun así la orientación de la bahía hace que el oleaje en el interior de la dársena sea muy elevado llegando, en algunos casos, a hacer imposible la estancia de las embarcaciones en la dársena. A mediados del siglo XX Ramón Iribarren Cavanilles realiza un estudio del oleaje en el interior del puerto (en el que luego basaría su obra Método de cálculo de los planos de oleaje)  detectando el problema de resonancia de la onda de resaca. Iribarren resuelve el problema mediante el dragado del fondo de la dársena y la colocación de escolleras en diferentes lugares.  Aun así con mala mar la entrada al puerto se complica llegando a ser peligrosa.
El puerto está conformado por un sendos diques, uno norte y otro sur, que hacen una boca de 20 metros de anchura. Paralelo al dique norte hay otro da protección a la entrada. A finales del siglo XX se plantea realizar una mejora en el acceso al puerto de Motrico utilizando modernas técnicas de
modelización matemática para analizar la propagación del oleaje desde aguas profundas hasta la
costa, y la agitación interior.
En el estudio de la rotura del oleaje se detectó que, en cualquiera de las direcciones del oleaje, la rotura comienza en el margen oeste de la entrada a la bahía, extendiéndose, al aumentar la altura, hacia el centro de la misma. Para olas de altura de más de 5 metros la rotura se realiza en todo el frente de la bahía, aunque es constante que de forma más gradual sea por el margen este.
De los estudios se desprenden diferentes a alternativas (fueron 17 las propuestas) siendo la solución elegida la construcción de un dique exterior que abrigo que arrancando desde Burumendi llegara al cañón submarino del eje de la ensenada. El proyecto final a realizar incluye la separación del dique de la costa, preservando el acantilado y permitiendo la construcción de una playa interior en sustitución a la existente, y la instalación en el mismo de una central de generación de energía eléctrica mediante el aprovechamiento de la energía de las olas.

### El dique
La solución adoptada fue un dique de 440 metros de longitud con dos morros, el más cercano a la costa sobre fondo a una cota de -2 metros y el más lejano a una profundidad de -17 metros, cotas sobre la BMVE  (bajamar máxima viva equinoccial). El acceso al dique de abrigo se realiza mediante un camino de unos 370 metros.
Se realiza un dique en talud con un espaldón de hormigón revestido de mampostería en toda su longitud. El núcleo del dique está formado por todo-uno y mantos de escolleras y piedra natural para el manto principal con tamaños variables de 45, 25 y 15 toneladas.
Datos del dique de abrigo
- Cotas de fondo (respecto a la BMVE): entre -2 y -17 metros.
- Volumen del núcleo: 600.000 Tn de todo-uno  (de 0 a 200 kg).
- Volumen de escollera (bloques de entre 1 y 3Tn): 145.000 Tn.
- Volumen de escollera (bloques de caliza de >15 Tn): 19.500 Tn.
- Volumen de escollera (bloques de caliza de >25 Tn): 112.500 Tn.
- Volumen de escollera (bloques de caliza de >45 Tn): 65.500 Tn.
- Cota superior del espaldón de hormigón: 16,5 metros.
- Anchura de la base del espaldón de hormigón: 10 metros.

Las obras se adjudicaron en mayo de 2005, estando terminados todos los estudios de diseño de integración de la central en el dique en primavera de 2006, estando prevista su finalización para el año 2009. Tras diversos problemas se paralizaron en el 2010 y la central pudo inaugurarse, aún sin finalizar la construcción del dique, en el año 2011.

### La central
Tras diferentes estudios de ubicación se decidió realizar la planta undimotriz en la sección curva del cuerpo del dique. Esta ocupa 100 metros del mismo y afecta ni al trazado ni a la funcionalidad del dique.
La modificación que se hace es el cambio de tipología de la sección afectada, que pasa a ser de dique vertical en vez de dique en talud. El tramo curvo tiene un radio de 220 metros por la parte exterior y una profundidad de 5 metros respecto a la BMVE, se cimienta a una cota de -4,20 metros de profundidad mediante una losa de hormigón armado de 0,80 metros espesor y anclajes de 1,5 metros empotrados en roca de 25 mm de diámetro.
Se elimina el manto exterior de escollera de bloques de caliza de 25 toneladas y en su lugar se construyen las cámaras de presión albergadas en un parapeto vertical de hormigón. El límite vertical exterior de este muro coincide con el límite de la anchura en la base del talud. La apertura de las cámaras al mar, por donde se transmite el movimiento de las olas, tiene unas medidas de 3,20 de alto por 4 metros de ancho, quedando a una cota de -3,40 metros por lo que siempre estará debajo de la superficie marina.
Las celdas que albergaran las cámaras de aire se construyen con piezas prefabricadas en obra de hormigón armado (tipo HA-35/P/20/IIIc+Qb con cemento CEM III/B 32,5R)  que se montan posteriormente. Estas piezas tiene un peso de 45 Tm y paredes de 0,4 o 0,5 metros de espesor. Las piezas son de forma trapezoidal y cuentan con 2 o 3 celdas de aligeramiento aparte de la celda que conforma la cámara de presión. Hay dos tipos de piezas, unas abiertas por el frente, que corresponden a las 4 primeras piezas de cada columna, y las demás con todos los lados cerrados. En total se construyeron 256 piezas, de ellas 64 eran abiertas y 192 cerradas. Cada columna consta de 4 piezas abiertas, de la cota -3’40 m a la -0’20 m, y doce cerradas, de la cota -0’20 m a la 9’60 m.
Datos de la piezas
- Forma: trapezoidal.
- Longitud : 12,25 metros
- Lados: 6,10 y 5,80 metros.
- Canto: 0,80 metros.
- Espesor vigas: 0,40 y 0,50 metros.
- Número de celdas:  2 o 3 de aligeramiento, una para la cámara de presión.
- Material utilizado: Hormigón armado HA-35.
- Peso: 45 Tn.
- Número de pasatubos para el izado: 4.

Las piezas, fabricadas en obra, se realizaban en bloques de 8 unidades y tardaban unos 3 días en construirse.
Las celdas de aligeramiento se rellanaran de hormigón y pedraplén garantizando de esa forma el comportamiento monolítico de la estructura y su unión con el dique. Todo el conjunto va rodeado de una estructura de hormigón armado que en la parte superior tiene un forjado de 80 cm de espesor sobre él se asientan las turbinas.
La sala de turbinas tiene una altura de 5,40 metros, una anchura de 6,10 metros y una longitud de 100 metros con contrafuertes cada 25. La altura total es de 16,50 metros, la misma que la coronación del dique.
Frente a la sala de turbinas, en el trasdós de la instalación, se abre una explanada de 1.600 m² que ocupa el espacio del talud y del núcleo del dique. Esta explanada está cerrada por los lados por bloques prefabricados de hormigón de 3 metros de anchura, 6 de longitud y 1,60 de altura. Se fabrican con dos celdas de aligeramiento que posteriormente se rellenan de hormigón dando consistencia monolítica al conjunto. El espolón del dique se conecta a galería central, cerrando el conjunto, mediante una sección similar a la del espaldón. Todo va cubierto con mampostería de caliza. La central queda integrada totalmente en el dique y todas las líneas de servicio (electricidad, agua, telecomunicaciones) se realizan por el camino de acceso al dique.
Datos de las líneas de servicio
- Electricidad: dos tubos corrugados de 160 mm de diámetro.
- Agua potable : un tubo de polietileno de 90 mm de diámetro.
- Telecomunicaciones: cuatro tubos corrugados de 110 mm de diámetro.

#### Proceso de construcción
La construcción de la obra civil de la central parte del camino de acceso y una parte del dique ya consolidados. Para la cimentación se realiza el dragado de un área de 14,25 metros de ancho y 102 metros de longitud con una profundidad de medio metro. Estas labores se realizaron con pontona flotante que rompía la roca del fondo y una grúa desde tierra que sacaba los restos. La zanja se cubrió con una capa de 20 cm de hormigón de regularización sobre la que se basa una losa de 90 cm de espesor de hormigón armado que es la base de apoyo de las piezas prefabricadas. ocho anclajes de 32 cm introducidos metro y medio en la roca fijan los cimientos, mientras que 36 arranques introducidos 80 cm en la losa de hormigón y embebidos en las celdas de las piezas fijan el resto del conjunto que conforma las cámaras de presión o columnas de aire.
La colocación de las piezas se realizaba desde el dique mediante una gran grúa capaz de depositar 50 Tn a 40 metros. Mediante el auxilio de buzos se posicionaron las piezas con una tolerancia máxima de 4 cm, que quedaría regularizada con el recubrimiento de hormigón posterior.
Una vez situadas todas las piezas y conformadas las cámaras de presión se procedió al relleno de las celdas de aligeramiento para garantizar el comportamiento monolítico de la estructura. Para ello las celdas grandes, de 4,30 x 4,5 metros, se rellenan hasta la cota 0,00 con hormigón sumergido (tipo HM-30/P/20/IIIc+Qb)  y desde esa cota hasta colmar con pedraplén. Las celdas pequeñas delanteras (de 0,75 de altura de hueco) y traseras (de 0,85 metros) se rellenan con hormigón sumergido y armadura. Las juntas verticales se rellenaron de hormigón con tubos de PVC de 400 mm rellenos a modo de pibotes.
Cuando la estructura de las cámaras de presión alcanza la cota de 6 metros se procede a unirla con el cuerpo del dique. Para ello se retira el manto de rocas calizas de 25 Tn y se procede a cerrar lateralmente la central con piezas prefabricadas bicelulares. El hueco creado entre la estructura vertical de la central y el cuerpo del dique se rellena con pedraplén.
La sala de turbinas se realiza sobre las columnas de aire cerrando las mismas con una estructura prefabricada que hace las veces de encobrado para una losa de hormigón armado de 80 cm de espesor. Esta losa ha sido calculada considerando la presión de aire en las cámaras de presión y el peso de las turbinas. En el cierre de cada cámara de presión se dispuso de un agujero de 0,75 metros de diámetro, sobre el que se dispondrá la turbina correspondiente. Las paredes de la galería de turbinas se realizan en hormigón armado, la del lado del mar tiene un espesor de 1,65 metros y las otras tres de 0,85 metros.  Tres contrafuertes de hormigón dividen la sala en 4 estancias.
El conjunto queda integrado en el dique mediante la disposición y tipo de barandillas, recubrimientos y accesos.
La construcción culmina con la pavimentación de la plaza de 1.600 m² que surge en el trasdós de la central y el tendido de las líneas de servicio de agua potable, telecomunicaciones y electricidad.